# 가족 (2004년 영화)
"가족"은 이정철 감독의 영화이며 주현(아버지 주석 역)은 이 영화 촬영 스케줄과 맞물려 까불지마 캐스팅 제의를 뿌리쳤다.

## 줄거리
과거 네 번의 유죄 판결을 받은 전직 소매치기 정은은 3년간의 복역을 마치고 출소한다. 그녀는 남동생 정환과 아버지 주석을 재회하지만, 아버지와는 서먹한 관계이다. 전직 경찰관에서 생선 장수로 변신한 주석은 무뚝뚝한 겉모습 뒤에 딸에 대한 사랑과 걱정을 숨긴다. 정은은 거칠고 반항적이지만, 동생과 아버지를 맹렬히 보호하며 이번에는 정말로 삶을 제대로 꾸려나가겠다고 다짐한다. 보호관찰 기간 동안 그녀는 미용실에서 조수로 일하며, 언젠가 저축한 돈으로 자신만의 미용실을 열기를 희망한다. 하지만 한때 그녀의 범죄 파트너였고 지금은 자신만의 깡패 조직을 이끄는 창원은 정은에게 마지막 작업의 몫을 주지 않을 뿐만 아니라, 정은이 자신에게 돈을 빚졌다고 말하며 그녀의 가족을 괴롭히기 시작한다.

## 캐스팅
- 주현 : 주석 역
- 수애 : 이정은 역
- 박지빈 : 정환 역
- 박희순 : 창원 역
- 엄태웅 : 동수 역
- 정욱 : 병천 역
- 추귀정 : 미장원 주인 역
- 전국환 : 만식 역
- 이종구 : 주석 친구 1 역
- 이승철 : 주석 친구 2 역
- 김세동 : 보호관찰관 역
- 오현수 : 교도관 1 역
- 박상우 : 창원 부하 3 역
- 장혁진 : 의사 역
- 조연실 : 사진 속 정은 엄마 역
- 강윤재 : 트럭 남 역

## 수상
- 2003년 대한민국 영화대상
  - 신인여우상 - 수애
- 2003년 제25회 청룡영화상
  - 신인여우상 - 수애
- 2003년 제7회 디렉터스 컷 시상식
  - 올해의 새로운 여자배우상 - 수애
- 2004년 제50회 아시아 태평양 영화제
  - 남우주연상 - 주현
- 2004년 제41회 백상예술대상
  - 영화 여자신인연기상 - 수애
- 2004년 제1회 맥스무비 최고의 영화상
  - 최고의 여자배우상 - 수애
  - 최고의 포스터상